# Директор-представник (Японія)
Директор-представник (яп. 代表取締役, латиніз.: daihyō-torishimariyaku) — це посада найвищого керівника, відповідального за управління корпорацією, яка зареєстрована в Японії. Відповідно до Закону про компанії Японії, акціонерні товариства, зареєстровані в Японії, повинні мати директора-представника. Директор-представник, як правило, звітує перед радою директорів компанії і відповідає за максимізацію вартості бізнесу.

## Обов'язки
Корпорації, зареєстровані в Японії, мають кілька директорів. Директор-представник — це тип директора з найвищими повноваженнями в компанії, який має право вступати в ділові відносини та підписувати юридичні контракти від імені корпорації в Японії. Особа, яка обіймає цю посаду, публічно реєструється в офіційному корпоративному реєстрі. Її заяви є юридично зобов'язуючими для корпорації.

## Обмеження
В Японії директор-представник не вважається працівником компанії і не може отримувати певні пільги, які надаються працівникам.